# Kreisgericht Salzungen
Das Kreisgericht Salzungen war 1849 bis 1879 ein Kreisgericht im Herzogtum Sachsen-Meiningen mit Sitz in Salzungen.

## Geschichte
In Salzungen bestanden seit 1829 das Kreis- und Stadtgericht Salzungen sowie Patrimonialgerichte. Nach der Märzrevolution wurden in Sachsen-Meiningen die Patrimonialgerichte abgeschafft und die Gerichte zum 1. Dezember 1850 als Kreisgerichte zusammengefasst. Bei den Kreisgerichten wurden Gerichtsdeputationen (an vier Standorten als „Landgericht“ bezeichnet) an den bisherigen Gerichtsstandorten eingerichtet. In Salzungen entstand das Kreisgericht Salzungen. Diesem waren die Gerichtsdeputation Salzungen zugeordnet. Die zweite Instanz bildete das Appellationsgericht Meiningen.
Nach der Einführung der Reichsjustizgesetze 1879 entstand die Gerichtsstruktur, die bis zum Ende des Staates Bestand haben sollte. In Sachsen-Meiningen wurde dies mit dem Gesetz vom 16. Dezember 1878, betreffend Ausführungsbestimmungen zum deutschen Gerichtsverfassungsgesetz und der Verordnung vom 28. April 1879, betreffend die Sitze und Bezirke der künftigen Amtsgerichte umgesetzt. Das Kreisgericht Salzungen wurde aufgelöst und stattdessen das Amtsgericht Salzungen gebildet.

## Organisation
Das Gericht war 1857 für 15.615 Gerichtseingesessene zuständig. Es waren ein Direktor und drei Assessoren am Gericht beschäftigt. Organisatorisch bestand es aus den Deputationen für Strafsachen, für Rechtssachen und für freiwillige Gerichtsbarkeit.